# Michael Schmitt (Physikochemiker)

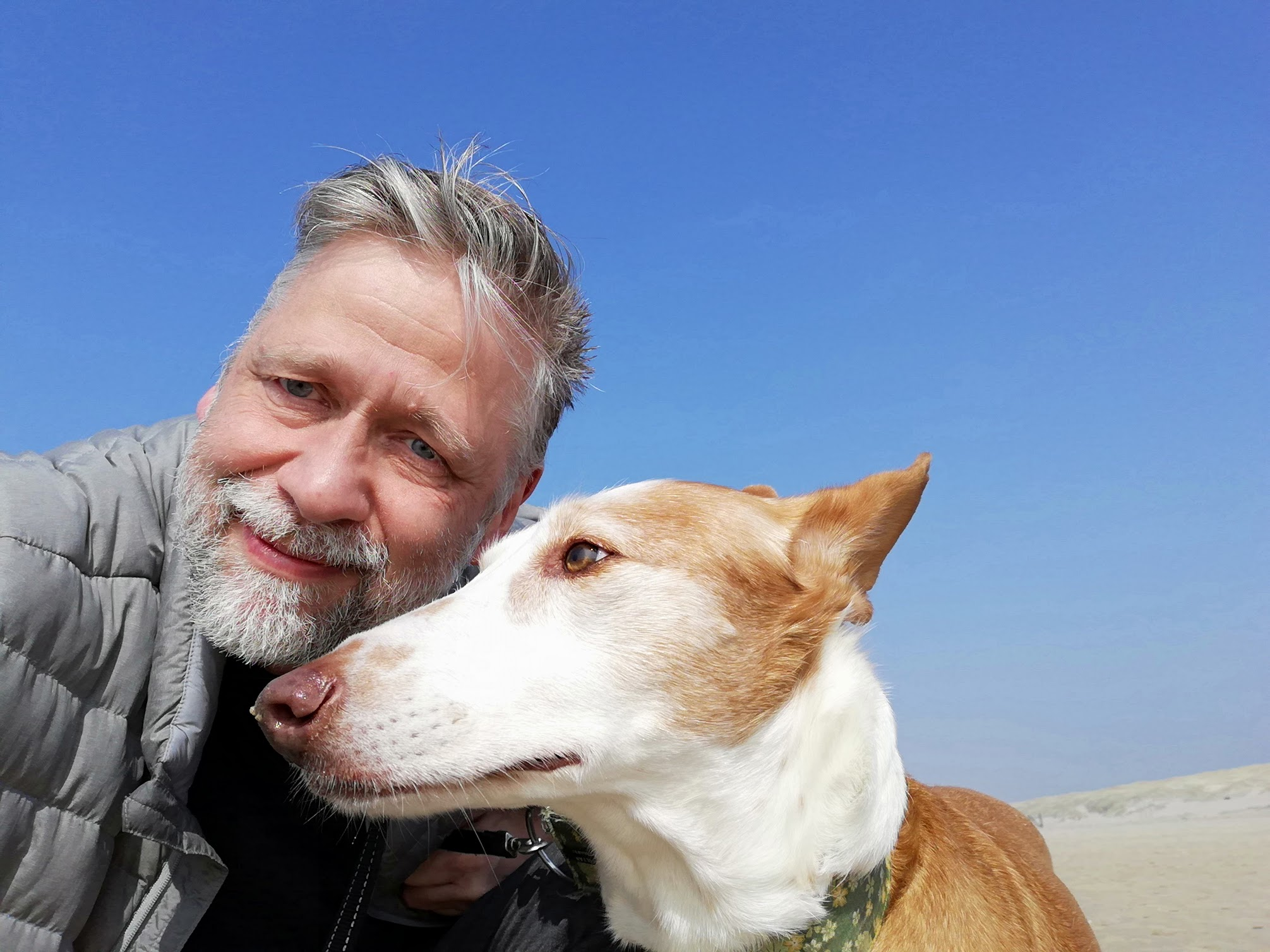
Michael Schmitt

Michael Schmitt (* 2. Juli 1964 in Mannheim) ist ein deutscher Physikochemiker.

## Leben
Michael Schmitt studierte von 1983 bis 1990 Chemie an der Ruprecht-Karls-Universität in Heidelberg. Sein Diplom machte er 1990 in physikalischer Chemie in der Arbeitsgruppe von Karl Kleinermanns zur Laserspektroskopie in Überschalldüsenstrahlen. 1992 promovierte er an der Ruprecht-Karls-Universität gefolgt von einem Forschungsaufenthalt in der Gruppe von Michael Hollas an der University of Reading (UK). 2001 wurde ihm die Venia legendi für das Fach Physikalische Chemie an der Heinrich-Heine-Universität verliehen, nachdem er sich über Hochauflösende elektronische Spektroskopie an Molekülen und Clustern habilitierte. Nach seiner Habilitation an der Heinrich-Heine-Universität in Düsseldorf widmete er sich gemeinsam mit Leo Meerts von der Radboud University Nijmegen (NL) der Anwendung genetischer Algorithmen zur automatisierten Zuordnung von Molekülspektren. 2010 folgte die Ernennung zum außerplanmäßigen Professor.
Seit 2015 ist er Vertrauensdozent der Deutschen Bunsen-Gesellschaft für Physikalische Chemie an der Heinrich-Heine-Universität. Schmitt ist Vizepräsident des European Congress on Molecular Spectroscopy (EUCMOS) und einer der wissenschaftlichen Herausgeber des Journal of Molecular Structure.
Schmitt ist Unterzeichner eines Offenen Briefes zur Unterstützung von Forderungen der Scientist Rebellion, einem mit Scientists for Future vergleichbaren Ableger für Wissenschaftler von Extinction Rebellion.

## Leistungen
Hauptarbeitsgebiet von Schmitt sind die höchstauflösende Molekülspektroskopie und die Entwicklung von Methoden zur automatisierten computergestützten Zuordnung komplexer Spektren mit evolutionären Strategien.

## Auszeichnungen
2003 wurde Schmitt der Hendrik Casimir-Karl Ziegler-Forschungspreis durch die Nordrhein-Westfälische Akademie der Wissenschaften und der Künste verliehen.